# مارك ديسانتس
مارك ديسانتس هو لاعب هوكي جليد كندي، ولد في 12 يناير 1972 في برامبتون في كندا.

## وصلات خارجية
- مارك ديسانتس على موقع دوري الهوكي الوطني (الإنجليزية)
- مارك ديسانتس على موقع EliteProspects.com (الإنجليزية)
- مارك ديسانتس على موقع HockeyDB.com (الإنجليزية)